# Carl Bergenstråhle

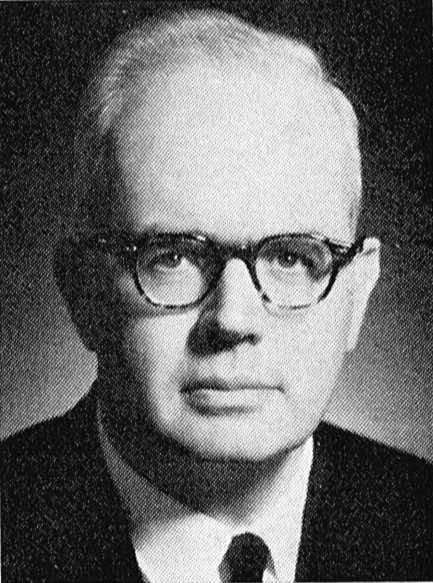
Carl Bergenstråhle

Carl Axel Victor Rudman Bergenstråhle, född 16 november 1909 i Svea ingenjörkårs församling, Stockholm, död 2 oktober 1977 i Maria Magdalena församling, Stockholm, var en svensk diplomat och jurist.

## Biografi
Bergenstråhle avlade juris kandidatexamen 1933 och gjorde därefter tingstjänstgöring 1934–1935. Han blev attaché vid Utrikesdepartementet (UD) 1936, byråchef 1949, legationsråd i Rom 1951 och ambassadråd i Köpenhamn 1951. Bergenstråhle tjänstgjorde i Korea 1956 och var envoyé i Canberra 1957–1960, generalkonsul i London 1960–1962, biträdande chef vid UD:s rättsavdelning 1962–1963, inspektör utrikesförvaltningen 1963–1967, ambassadör i Addis Abeba, Aden och Tananarive 1967–1972 samt generalkonsul i Berlin 1972–1975.
Bergenstråhle var son till överste Georg Bergenstråhle och Elsa von Malmborg. Han gifte sig 1938 med Ulla-Greta Carlson (1914–2013). De är begravda på Solna kyrkogård.

## Utmärkelser
- Riddare av Nordstjärneorden (RNO)[3]
- Kommendör av Finlands Lejons orden (KFinlLO)[3]
- Kommendör av Italienska republikens förtjänstorden (KItRFO)[3]
- Riddare av Danska Dannebrogsorden (RDDO)[3]
- Riddare 1. klass av Norska Sankt Olavsorden (RNS:tOO1kl)[3]